# Крысы в стенах
«Крысы в стенах» (англ. The Rats in the Walls) — рассказ американского писателя Говарда Филлипса Лавкрафта, написанный в августе—сентябре 1923 года. Впервые был опубликован в мартовском выпуске журнала Weird Tales 1924 года.

## Сюжет
В 1923 году Де ла Поэр, последний в роду, переезжает в свой фамильный замок Эксхэм Праэри (Анкестер, Англия) после смерти сына во время Первой мировой войны. Триста лет назад здесь была убита семья Джеймса Первого, а его сын Уолтер бежал в Виргинию (США). Во время Гражданской войны янки сожгли Карфакс — их дом у реки Джеймс, и Де ла Поэр переехали в Болтон (Массачусетс, США). Замок был отдан короной семье Норрис, их соседям. К ужасу местных жителей, Де ла Поэр восстанавливает замок, по слухам, построенный на месте древнего храма додруидической эпохи.
В основании замка строители находят кимрскую кладку и храм Великой Матери богов, времён Стоунхенджа. В те времена Анкестер был лагерем III августианского легиона, который и принёс сюда культ Кибелы. После падения римского владычества, саксы возобновили культ. Около 1000 года Эксхем Праери владел орден монахов. После нормандского завоевания замок пришёл в упадок. В 1261 году король Генрих III даровал замок Гилберту Де ла Поэр. В 1307 году в нём жил его внук Де ла Поэр, которого считали «проклятым Богом», и с тех пор замок стали называть логовом призраков и оборотней, а саму семью Де ла Поэр — расой потомственных демонов. В частности, леди Маргарет Тревор обвиняли в похищении детей, а необычно обильные урожаи в саду якобы служили пищей летучим мышам-дьяволам. Но самая удивительная легенда была посвящена полчищам крыс, которые загрызли крестьян.
Де ла Поэр и его кошка слышат звуки крыс, снующих за стенами. Ночью ему снится, как Демон-свинопас гоняет жутких тварей в гроте под землей, куда проникают крысы. Де ла Поэр просыпается, спускается в подвал и видит как крысы прыгают в щели в полу. Вместе с соседом Эдвардом Норрисом они находят в подземелье алтари коренных жителей с эмблемой солнца и надписи про Аттиса, и Катулла. Ночью рассказчику снится Трималхион. Де ла Поэр приглашает пятерых учёных из Лондона. Всемером исследователи проникают через люк под алтарём в залы подземелья, где пол усеян морем костей. Оказывается Де ла Поэр веками выращивали поколения «человеческого скота» дабы утолить вкус к человеческому мясу, а их скелеты регрессировали до четвероногого состояния. Конец этому положил Уолтер Де ла Поэр, который убил членов семьи и бежал.
В подземелье были римские, сакские, раннеанглийские постройки, могильники, алтари, разделочная и бойня. Но всё это меркло на фоне моря костей. Большинство их было насыпано беспорядочными грудами, а некоторые были ещё соединены в скелеты, позы которых указывают на демоническую ярость — они отбивались от угрозы или кровожадно хватали других. Кости были погрызены людьми и крысами. В глубине пещеры были чёрные ямы полные распиленных, высосанных костей и вскрытых черепов! Кошмарные траншеи, забитые костями питекантропов, кельтов, римлян и англичан за столько веков греха! Некоторые были заполнены доверху и определить их глубину было невозможно, а другие казались бездонными, что даже свет фонаря не достигал дна. Под полом, хранились кости сектантов, на которых сделаны надписи на латыни, греческом и фригийском языках.
Обезумев от открытия, Де ла Поэр нападает на Норриса и поедает его труп, твердя слова на смеси среднеанглийского, латыни и гэльского, которые превращаются в какофонию животных ворчаний.
Безумный безликий бог Ньярлатотеп завывает под музыку двух аморфных флейтистов. Это Вуду, говорю… это пятнистая змея… будь ты проклят Торнтон, я отучу тебя падать в обморок от того, что делала наша семья. Черт возьми, ты ничтожество, я покажу тебе, как вести меня куда тебе вздумается…Великая Матерь! Великая Матерь! Атис… Диа ад адхаид’с ад аодан.. агус бас дунах орт! Донас долас орт, агус леат-са! Унгл…Унгл…рррлх…ччч.
Рассказчика помещают в лечебницу. Ученые взрывают замок и скрывают правду о подземелье. Де ла Поэр уверяет, что Норриса убил не он, а крысы, которые даже сейчас пищат за стеной его камеры.

## Вдохновение и заимствование
Лавкрафт писал в письме, спустя много времени после публикации рассказа «Крысы в стенах», что рассказ «был навеян совершенно банальным явлением — потрескиванием обоев поздней ночью — и порождённой этим цепочкой воображаемых образов». В одной из заметок записной книги Лавкрафта, похоже, заложена основа для сюжета: «Ужасная тайна в склепе древнего замка, обнаруженная его обитателем».
Стивен Дж. Мариконда указывает «Любопытные мифы средневековья» Сэйбина Бэринг-Гулда как один из возможных источником вдохновения для рассказа. По мнению Мариконды, описание пещеры под монастырём во многом сходно с приводимым Бэринг-Гулдом описанием Чистилища Святого Патрика, легендарного ирландского священного места, а идея о монастырских крысах, возможно, была вдохновлена пересказанной в книге легендой о епископе Гаттоне, который был живьём пожран мышами, после того как во время голода сжёг в амбаре голодающих крестьян.
Ли Блэкмор утверждает, что одним из источников заимствования мог быть рассказ Эдгара По «Падение дома Ашеров», в котором Родерик говорит, что его слух настолько ненормально чувствителен, что он «слышит крыс в стенах».
В финале рассказа звучит гэльская цитата, позаимствованная у Фионы Маклауд из книги «Пожиратель грехов» (англ. The Sin-Eater): «Великая Матерь! Великая Матерь! Атис!… Диа ад адхаид’с ад аодан… агус бас дунах орт! Донас долас орт, агус леат-са! Унгл Унгл… рррлх… ччч…» (гэльск. Magna Mater! Magna Mater! Atys… Dia ad aghaidh’s ad aodann… agus bas dunach ort! Dhonas ’s dholas ort, agus leat-sa! Ungl… ungl… rrrlh… chchch). Маклауд сделала сноску в своей книге, где этот отрывок переводится так: «Бог против тебя и лиц подобным твоим… и да будет тебе горестная смерть… Зло и горе тебе и тебе подобным!» Однако Лавкрафт пишет фразу иначе: «Великая Матерь! Атис… Да благословит Бог тебя и лица подобные твоим… и пусть ты умрешь! Удачи вам и да пребудет она с вами! Англ… Англ… рррлх… ччч…». (Неразборчивое «Ungl-rlh-ch», — вероятно, «Англ-ича-не».)
В письме Фрэнку Белнэпу Лонгу Лавкрафт писал: «Единственное возражение против этой фразы заключается в том, что это гэльский, а не киммерийский язык, характерный для Англии. Но, как и в случае с антропологией, детали не в счёт. Никто никогда не заметит разницы». Тем не менее Роберт Говард написал в 1930 году письмо в редакцию Weird Tales, предположив, что выбор языка отражает «теорию относительного заселения Британии кельтами», — эта заметка положила начало обширной переписки Говарда и Лавкрафта. Кимрская область в то время охватывала не только Уэльс, но и весь остров под Стеной Адриана, причём на гэльском говорили только к северу от Стены.
С. Т. Джоши указывает на «Непрерывную цепь» Ирвина С. Кобба как на модель для «Крысы в стенах». Лавкрафт писал в своем эссе, что «Более поздняя работа мистера Кобба вводит элемент вероятной научности, как в рассказе о наследственной памяти, где современный человек с негроидными чертами произносит слова на языке африканских джунглей, когда его сбивает поезд с соответствующими визуальным и слуховым эффектами, напоминающими ему о том, что его предка изувечил носорог сто лет назад».
Аббатство Карфакс — это название британского замка графа Дракулы в романе «Дракула» Брэма Стокера, который очень нравился Лавкрафту, по его словам.
Рассказ имеет сходство со знаменитой «мечтой о доме» Карла Юнга (рассказанная Зигмунду Фрейду в 1909 году, хотя до 1925 года малоизвестная): в ней описывается спуск через исторически-стратифицированный фамильный дом в романский погреб; и нахождение тайного лаза, доисторической пещеры, заваленной костями, ценностями и т. д.

## Публикация
Рассказ был отклонен журналом Argosy All-Story Weekly, прежде чем его приняли в Weird Tales. Лавкрафт утверждал, что первый журнал счёл его «слишком ужасным для нежных чувств деликатно взращённых читателей». Издатель журнала Weird Tales Дж. Хеннебергер в письме Лавкрафту назвал рассказ лучшим из всех, что его журнал когда-либо получал. Это один из немногих рассказов Лавкрафта, вошедших в антологию при его жизни — Кристин Кэмпбелл Томпсон включила рассказ «Крысы в стенах» наряду с рассказами других авторов в сборник «Включите свет» (англ. Switch on the Light), изданный под её редакцией в 1931 году.

## Критика
Не менее важным для развития «Мифов Ктулху» является то, что именно переиздание этого рассказа в Weird Tales вдохновило Роберта Говарда написать статью в журнал, восхваляющую работу Лавкрафта. Это письмо было передано Лавкрафту, и они стали друзьями по переписке до самой смерти Говарда в 1936 году. Эта литературная связь нашла отражение в том, что оба автора добавили в свои произведения некоторые элементы из произведений друг друга. Роберт Говард считается одним из самых первых и плодовитых последователей «Мифов Ктулху».
Кингсли Эмис назвал рассказ «Крысы в стенах» (наряду с рассказом «Ужас Данвича») одними из лучших произведений Лавкрафта, «которые достигли запоминающейся злобности».
Лин Картер назвал рассказ «Крысы в стенах» «одной из лучших историй во всей карьере Лавкрафта».
С. Т. Джоши описывает пьесу как «почти безупречный пример короткого рассказа, ёмкости повествования и кульминации ужаса».
Имя кота — Ниггерман — часто цитировалось в обсуждениях ксенофобских и расовых взглядов Лавкрафта. Но всем был известен тот факт, что у Лавкрафта была кошка с таким именем до 1904 года. Кошке, вероятно, дали это имя когда Лавкрафту было около 9 лет.

## «Страна Лавкрафта»
Лавкрафт описывает окружение готического средневекового замка Эксхэм Праэри (англ. Exham Priory), вблизи деревни Анчестер (англ. Anchester). Имение Карфакс (англ. Carfax) — дом Де ла Поэр на берегу реки Джеймс, который сожгли янки. Аббатство Карфакс — название британского замка графа Дракулы в романе «Дракула» (1897) Брэма Стокера.
Эксхэм Праэри — стоящее на краю пропасти скопище древних руин, покрытых лишайниками и грачиными гнёздами, башни с голыми стенами, без полов и какой-либо отделки внутри. Но постепенно в нём стал вырисовывался образ величественного здания, где жили мои предки триста лет назад. Через два года реставрация была завершена — огромные расходы полностью оправдались. Я с гордостью осматривал просторные комнаты, обитые дубовыми панелями стены, сводчатые потолки, стрельчатые окна и широкие лестницы. Все черты средневековья были тщательно сохранены, современные детали естественно вписывались в старинные интерьеры. Но несмотря на средневековый облик, все интерьеры Эксхэм Праэри были совершенно новые. Местные жители говорили, что замок стоит на месте древнего храма додруидической эпохи, времён Стоунхенджа. 
Древнеримские монолитные сооружения, сделанные 17 веков назад, указывают на эпоху раннего Древнего Рима. Стены из монолитных известняковых блоков описаны в рассказах «Безымянный город» и «Праздник». Окружение Древнего Рима встречается в рассказах «Очень древний народ» и «Потомок».
Лавкрафт упоминает вымышленный город Анкестер, что появляется только в этом рассказе, а также вымышленный город Болтон из рассказах «Герберт Уэст — реаниматор» и «Цвет иных миров». Считается, что это не то же самое место, что и настоящий Болтон, в штате Массачусетс и Великобритании. Лавкрафт часто переносит названия на карте из английских городов, потому что он считал огромной ошибкой существование США и до конца жизни считал себя подданным британской короны. Лавкрафт упоминает Корнуолл (англ. Cornwall), войну в Мексике, смерть президента за океаном и траур американцев, живущих в Англии.